# Хъдсън (Колорадо)
Вижте пояснителната страница за други значения на Хъдсън.
Хъдсън (на английски: Hudson) е град в окръг Уелд, щата Колорадо, САЩ. Хъдсън е с население от 1565 жители (2000) и обща площ от 6,1 km². Намира се на 1524 m надморска височина. ЗИП кодът му е 80642, а телефонният му код е 303.